# HD 4208 b
HD 4208 b is een exoplaneet in het sterrenbeeld Beeldhouwer. De ster heeft waarschijnlijk een massa iets minder dan die van Jupiter. De planeet draait om de ster op een afstand van 1,67 AE.

## Referentie
- The Extrasolar Planet Encyclopedia